# 山梨県笛吹川フルーツ公園
山梨県笛吹川フルーツ公園（やまなしけんふえふきがわフルーツこうえん）は、山梨県山梨市にある都市公園。敷地内で営業しているフルーツパーク富士屋ホテルについても併せて記述する。

## フルーツ公園
県が整備した公共整備区域 (19.5 ha) と民活整備区域 (12.7 ha) からなる。公共整備区域については、指定管理者制度に基づき、やまなしフルーツパークパートナーズが運営・管理を行っている。
傾斜地に位置し、眼下に甲府盆地が広がる。晴れた日には富士山も望むことができる。また、夜景は新日本三大夜景のひとつに選定されている。園内には展望レストランや物産館が入る「くだもの工房」、屋内アスレチック施設「わんぱくドーム」などの建物のほか、芝生広場、花畑、ドッグランなどの施設がある。また、天然温泉「やまなしフルーツ温泉 ぷくぷく」、横溝正史館も敷地内にある。

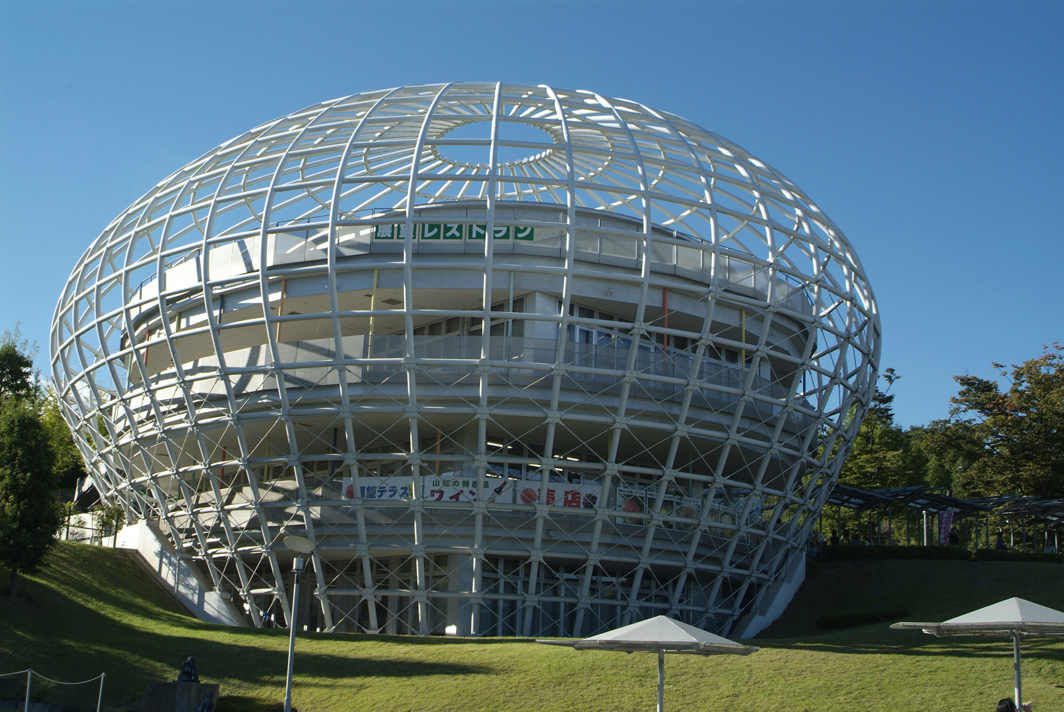
長谷川逸子設計の「くだもの工房」
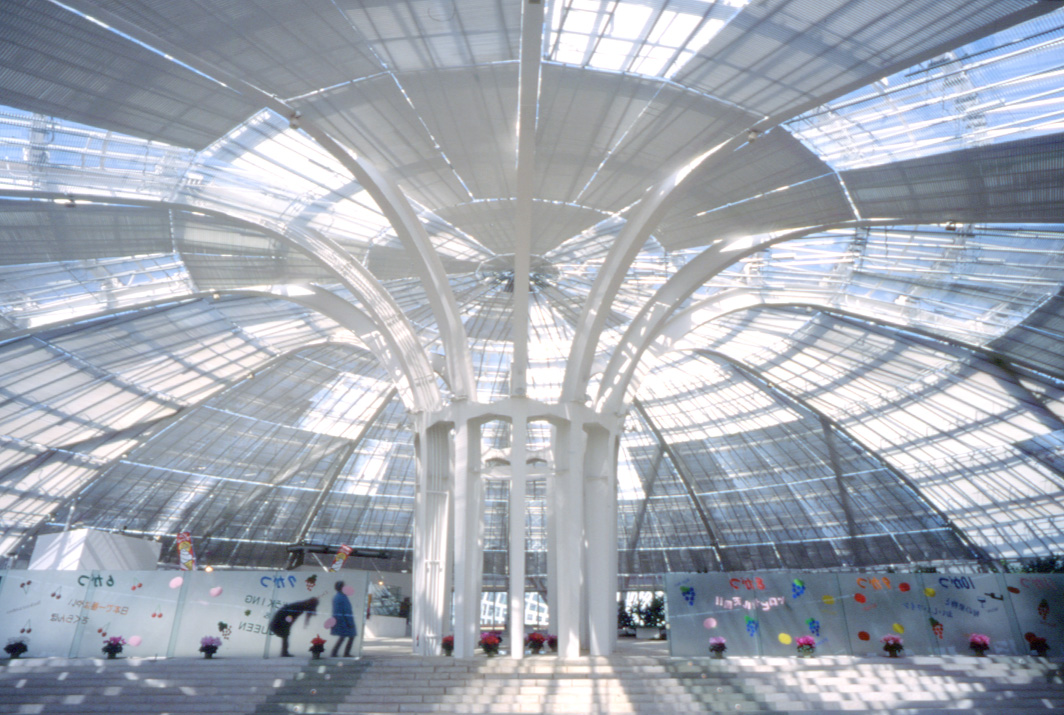
「くだもの広場」のドーム内部
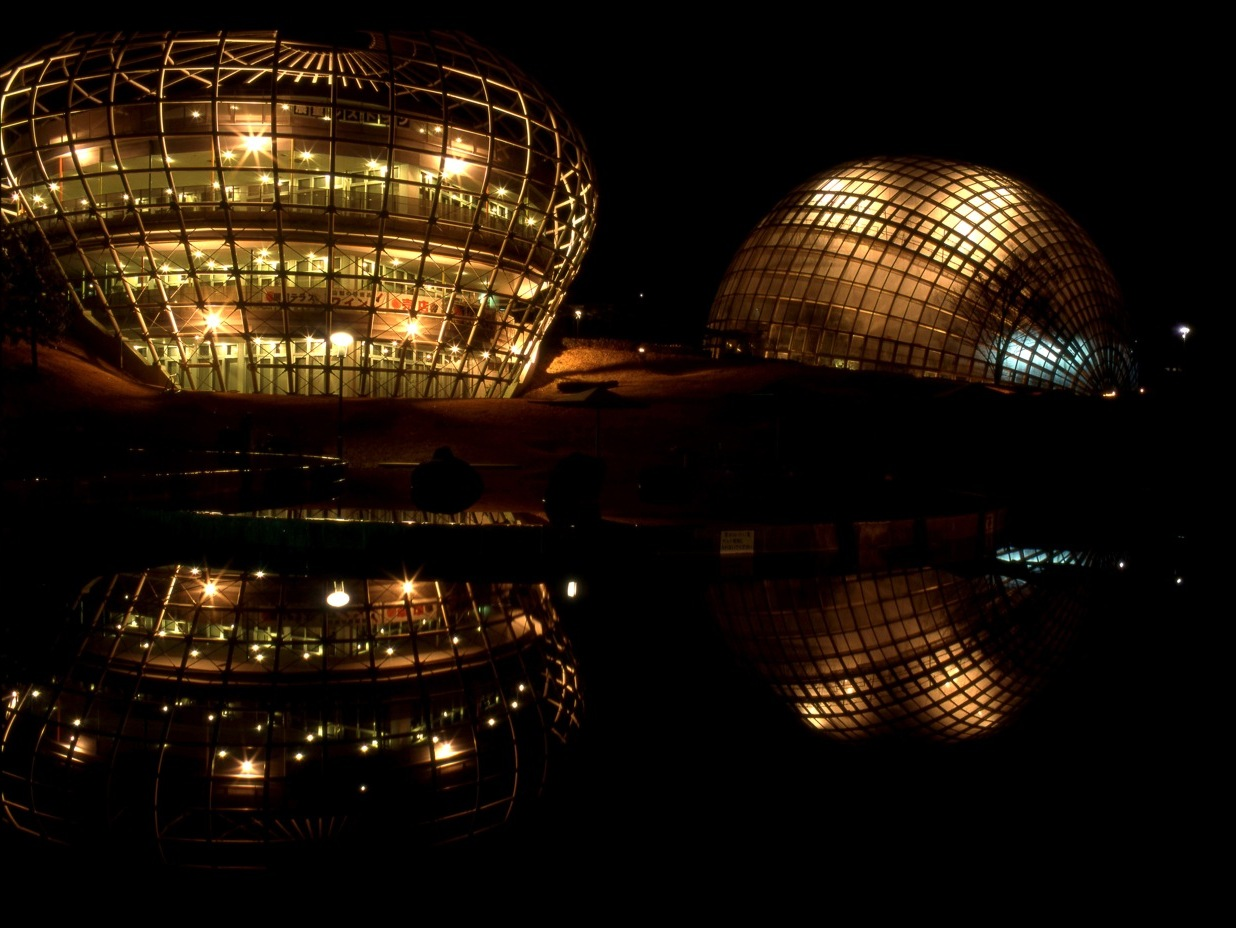
「くだもの工房」と「わんぱくドーム」の夜景
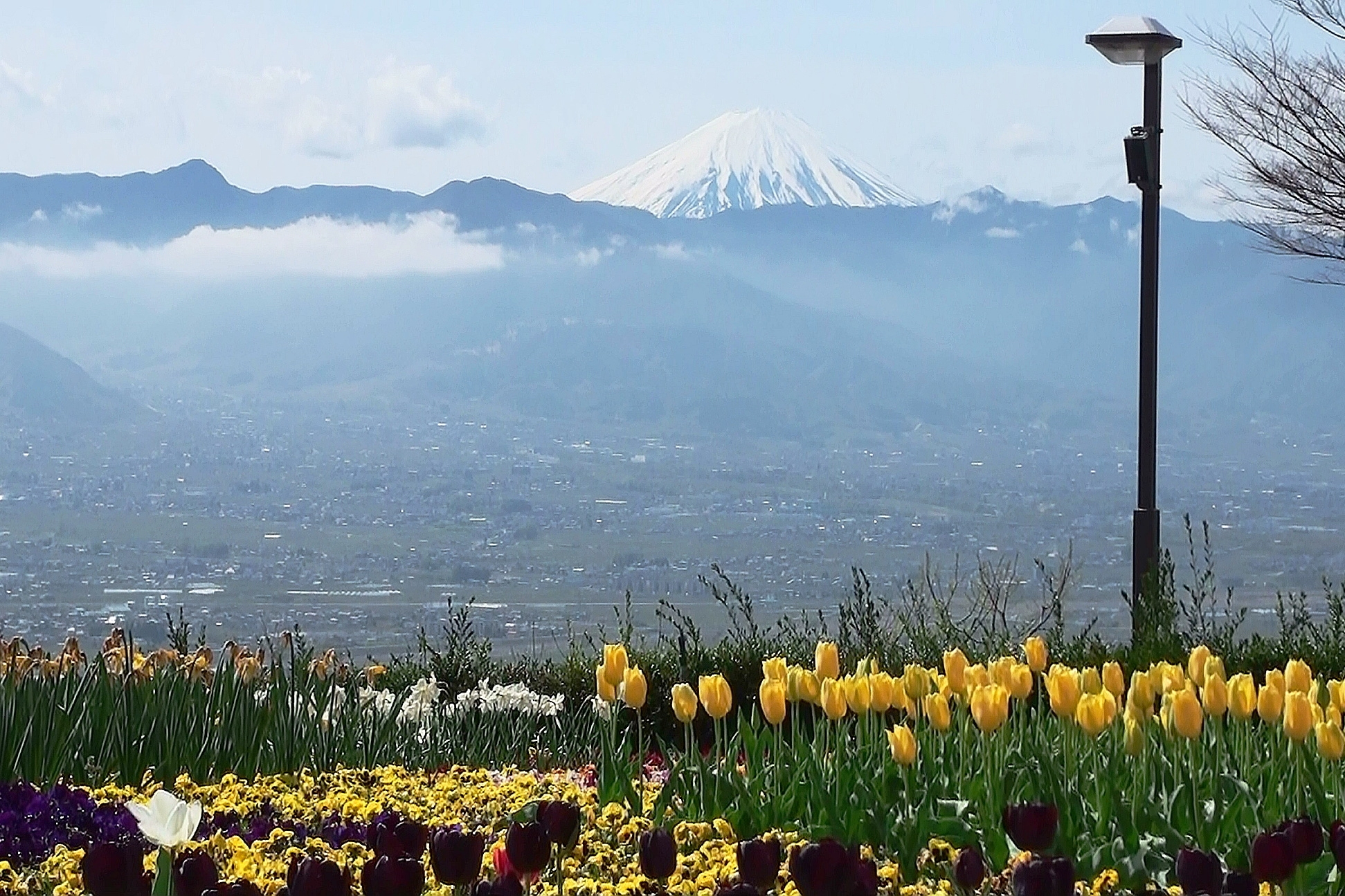
当公園から望む甲府盆地と富士山
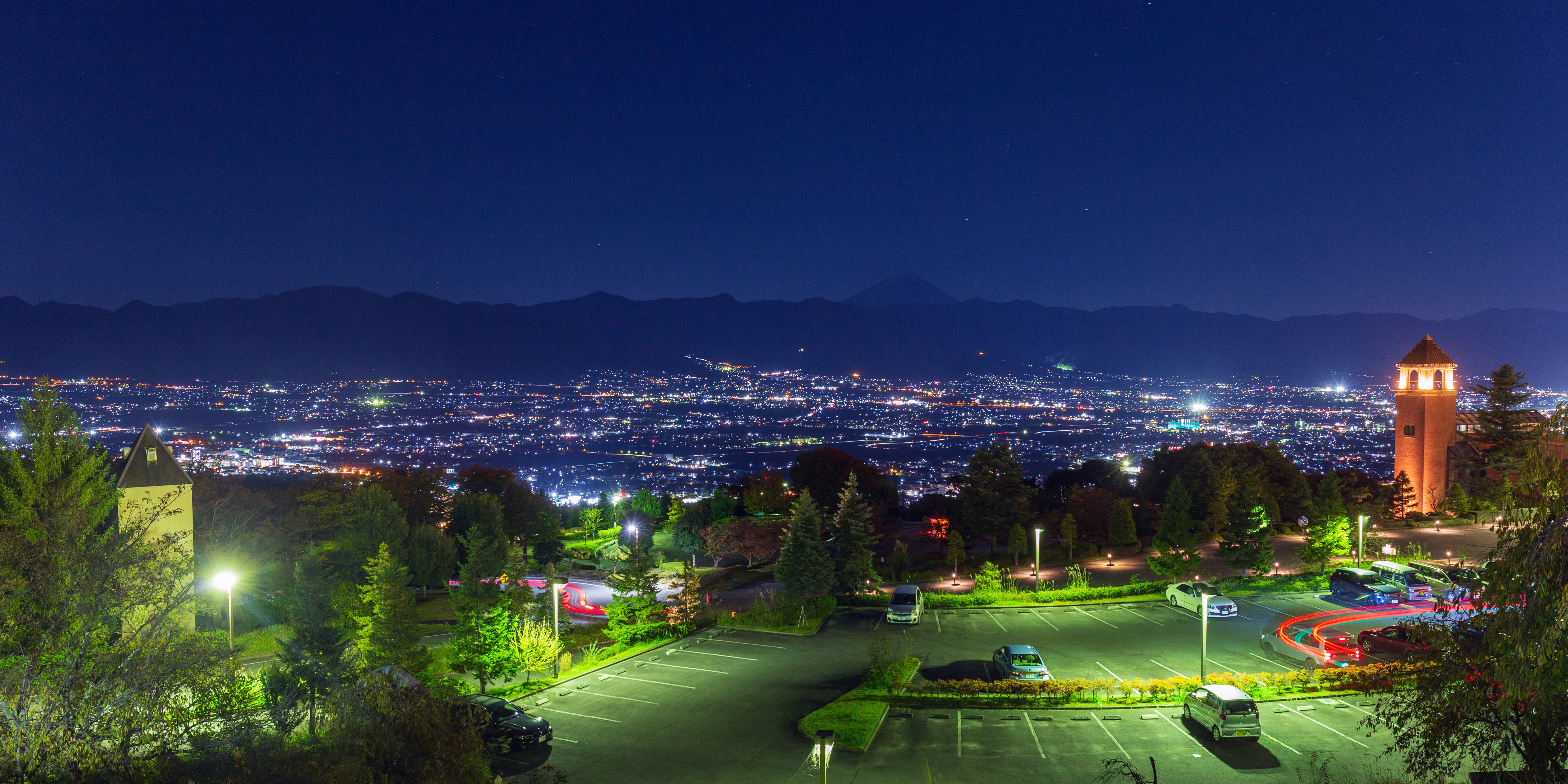
当公園から望む甲府盆地の夜景

## フルーツパーク富士屋ホテル
フルーツパーク富士屋ホテル（フルーツパークふじやホテル）は同公園内にあるホテルである。1997年開業。富士屋ホテルチェーンに属するが、富士屋ホテルの直営ではなく山梨フルーツリゾートからの運営受託である。
宿泊施設のほかレストラン、宴会場、会議場、挙式用のチャペルと神殿を併設している。フルーツ公園にある天然温泉を利用した大浴場があり、立ち寄り湯として利用可能。

## 撮影実績
アニメ『神様になった日』『ゆるキャン△』などに登場する他、ミュージックビデオ、ドラマなどの撮影で使用されている。
ミュージックビデオ
- SOUL'd OUT『Flyte Tyme』 （2003年）[4]
- 玉置成実『Realize』（2003年）[5]
- TETSUYA『LOOKING FOR LIGHT』（2010年）[6]
- SCANDAL『HARUKAZE』（2012年）[7]
- StylipS『Prism Sympathy』（2013年）[8]

ドラマ
- 『忍者に結婚は難しい』（2023年）[9]

## 周辺施設
- 山梨県果樹試験場
- 山梨市民農園・夢ファーム
- 根津記念館
- ほったらかし温泉
- AZ山梨サーキット

## 交通アクセス
広域農道「フルーツライン」沿いに位置する。
- 中央線山梨市駅から山梨市営バスあり。タクシーでは、約7分。
- 中央自動車道勝沼インターチェンジまたは一宮御坂インターチェンジより車で30分。